# Jörg Lütcke
Jörg Lütcke (* 12. Dezember 1975 in Stuttgart) ist ein ehemaliger deutscher Basketballnationalspieler. Lütckes größter sportlicher Erfolg war der Gewinn der Bronzemedaille bei der Basketball-Weltmeisterschaft 2002 in den USA. Des Weiteren wurde er im Erwachsenenbereich siebenmal deutscher Meister sowie viermal Pokalsieger. Sein ein Jahr älterer Bruder Niklas Lütcke war ebenfalls Basketball-Bundesligaspieler und gewann mit den Skyliners Frankfurt im Jahr 2000 den deutschen Pokal.

## Laufbahn
Lütcke begann seine Karriere 1981 in der Jugendabteilung des TuS Lichterfelde, mit dem er Deutscher Meister der C-Jugend (1989), B-Jugend (1991) und A-Jugend (1993 und 1994) wurde. Den Höhepunkt seiner Juniorenlaufbahn bildete die Teilnahme am ersten Nike Hoop Summit 1995 im Dress der von Sandro Gamba betreuten Weltauswahl. Noch als Nachwuchsspieler und Mitglied des erweiterten Bundesliga-Aufgebots erlebte er 1995 den Sieg von Alba Berlin im Europapokalwettbewerb Korać-Cup mit. Ab 1995 gehörte er fest zur Berliner Bundesliga-Mannschaft und debütierte im selben Jahr in der deutschen Herrennationalmannschaft, mit der er an den Europameisterschaften 1997 und 1999 sowie an der WM 2002 teilnahm.
Lütckes Karriere wurde immer wieder von schweren Verletzungen unterbrochen. So zwangen ihn Kreuzbandrisse in den Jahren 1999 und 2002 zu langen Pausen. Nachdem er im November 2004 einen weiteren Kreuzbandriss erlitten hatte, musste er 2005 das Ende seiner Profilaufbahn bekannt geben. Sein Vorhaben, noch im Ausland zu spielen, konnte er aus Verletzungsgründen nicht umsetzen. Trotz alledem konnte er zahlreiche Titel erringen, so ist Lütcke siebenmaliger Deutscher Meister der Herren und Träger von fünf Pokaltiteln. Seinen besten Bundesliga-Punkteschnitt als Spieler der Berliner erreichte Lütcke in der Saison 2000/01 (7,6 Punkte/Spiel). 2003 verließ er die Hauptstadt und ging nach Köln, wo sein Freund Stephan Baeck tätig war. Als Lütckes Stärke galten die Verteidigung sowie der Dreipunktewurf.
Nach dem Aus als Berufsbasketballspieler absolvierte Lütcke ein Medizinstudium und wurde anschließend als Arzt tätig. Er lebt heute mit seiner Frau Carolin Lütcke und seinen vier Kindern in Berlin. Er wurde beim TuS Lichterfelde Vorstandsmitglied. Bisweilen war er beim Fernsehsender Eurosport als Kommentator von Basketballspielen im Einsatz.

## Erfolge
- Deutscher Jugendmeister mit TuS Lichterfelde 1989, 1991, 1993, 1994
- Deutscher Meister mit Alba Berlin 1996, 1997, 1998, 1999, 2000, 2001, 2002
- Deutscher Pokalsieger mit Alba Berlin 1997, 1999, 2002, 2003
- Deutscher Pokalsieger mit RheinEnergie Cologne 2004
- Bronzemedaille bei der WM 2002 mit Deutschland